# Октябрьский (Темрюкский район)
Октя́брьский — посёлок в Темрюкском районе Краснодарского края. Входит в состав Темрюкского городского поселения.
Расположен в дельте Кубани, на берегу протоки Переволока в 4 км к юго-западу от Темрюка.

## Население
| 2002 | 2010 |
| ---- | ---- |
| 803  | ↘608 |